# Ole Rasmus Møller
Ole Rasmus Møller (født 5. april 1955 i Hellerup) er dansk skuespiller og underviser.
Ole Rasmus Møller er uddannet på dramaskoler i København og  London. Som underviser er han uddannet på Københavns Universitet,  Complete Vocal Institute og Modern Vocal Training. 
Han har medvirket i teaterforestillinger, musicals og familieforestillinger. Han har ligeledes spillet med i danske tv-serier,  spillefilm og har lagt danske stemmer til tegnefilm.
I 1980 blev han en del af gruppen Hans Mosters Vovse som deltog i Dansk Melodi Grand Prix i 1980 og 1981. Gruppen medvirkede i flere TV-udsendelser i ind-og udland samt teaterforestillinger på bl.a. Cafe Teatret og Amagerscenen i København. Gruppen opløstes i 1982.
Herefter var Møller været ophavsmand bag - og medvirkende  i -  gruppen Èn Over/Èn Under siden 1983. Ensemblet har produceret mere end cabaretforestillinger ( skrevet af Erik Thygesen, Sebastian,  C.V. Jørgensen Peter AG m.fl) og udgivet 3 albums. 

## Filmografi
- Skat - det er din tur (1997)

### Tv-serier
- Een stor familie (1982-1983)
- TAXA (1997-1999)
- Forsvar (2003)
- Blekingegadebanden (2009)

Dubbing af ukendt antal tegnefilm, bl.a. "Byggemand Bob", "Handy Manny", "Trolddomsæsken", "Yogi Bear", ''Top Cat'', ''Hi Hi Puffy Amiyumi'', ''Familien Flintstone''